# هانس غونتر برونس
هانس غونتر برونس (بالألمانية: Hans-Günter Bruns)
من مواليد 15 نوفمبر 1954 ، لاعب كرة قدم ألماني سابق.
لعب مع منتخب ألمانيا لكرة القدم.

## وصلات خارجية
- هانس غونتر برونس على موقع الاتحاد الأوربي (الإنجليزية)
- هانس غونتر برونس على موقع قاعدة بيانات كرة القدم.إي يو (الإنجليزية)
- هانس غونتر برونس على موقع بيانات كرة القدم. دي إي (الألمانية)
- هانس غونتر برونس على موقع ناشيونال فوتبول تيمز (الإنجليزية)
- هانس غونتر برونس على موقع عالم كرة القدم.نت (الإنجليزية)